# Georg Simon Löhlein
| 1. Satz der 5. Sonate 'Poco adagio e mesto' |
|                                             |
|                                             |
|                                             |

Georg Simon Löhlein (Neustadt bei Coburg, Alta Francònia, 16 de juliol de 1725 - Gdańsk, Polònia, 16 de desembre de 1781) va ser un pianista, violinista, professor de música, director d'orquestra i compositor. Incorporat a l'exèrcit prussià, va caure ferit en la batalla de Colin i fou deixat per mort, però els austríacs, vencedors en aquesta contesa, el recolliren, i li prestaren els auxilis corresponents. Passà a Jena el 1760, on aconseguí cridar l'atenció per la seva habilitat com arpista, facilitant-li la plaça de director d'orquestra. El 1763 fou nomenat mestre de capella de Gdańsk, però morí al cap de poc temps d'exercir el càrrec. A més de diverses composicions, va escriure algunes obres didàctiques, entre elles: Klavierschule (Leipzig, 1765), de la que se'n feren diverses edicions i la segona part, es publicà poc temps després: Anweisung zum violinspielen (Leipzig, 1774), etc.